# 케르케즈 밀로시
케르케즈 밀로시(헝가리어: Kerkez Milos, 세르비아어: Милош Керкез / Miloš Kerkez 밀로시 케르케즈, 2003년 11월 7일 ~ )는 프리미어리그 클럽 리버풀에서 레프트백 또는 레프트 윙백으로 뛰는 헝가리의 프로 축구 선수이다. 세르비아에서 태어난 그는 헝가리 국가대표팀에서 뛰고 있다.

## 구단 경력
케르케즈는 2014년 오스트리아의 라피드 빈에 입단하여 2019년까지 그곳에서 뛰었다.

### 죄르
2020년, 그는 넴제티 버이녹샤그 II 클럽인 죄르 ETO FC와 계약했다. scoutedftbl.com와의 인터뷰에서 케르케즈는 죄르에서 그의 기간 동안 그가 헝가리 국가대표가 되기로 결심한 이유는 그가 죄르의 코치들과 동료들로부터 많은 도움과 지원을 받았기 때문이라고 말했다.

### 밀란
2021년 2월 2일, 그는 세리에 A의 AC 밀란과 계약을 맺었다. 파올로 말디니는 이적 시즌이 끝나기 며칠 전에 다른 팀에서 그에게 전화를 걸어 밀란에 합류하도록 설득했다. 케르케즈는 넴제티 스포르트와의 인터뷰에서 "말디니가 당신을 부를 때 거절할 수 없다. 그 결과, 그는 죄르를 떠나 밀란에 합류하기로 결정했다. 2021년 7월 17일, 케르케즈는 프로 세스토 1913와의 훈련 경기에서 성인 대표팀 첫 경기를 치렀다. 그러나, 그는 충분한 기회가 주어지지 않았고, 따라서 그는 2022년에 AC 밀란을 떠나기로 결정했다.

### 본머스
2023년 7월 20일, 케르케즈는 프리미어리그의 AFC 본머스와 비공개 이적료에 계약을 맺었다. 2023년 8월 12일, 그는 웨스트햄 유나이티드와의 경기에서 1-1로 비긴 프리미어리그 2023-24 첫 경기에서 데뷔 전을 치렀다.
2023년 12월 3일, 그는 2-2로 비긴 애스턴 빌라와의 프리미어리그 2023-24 시즌 경기에서 도미닉 솔란케를 어시스트했다.
2023년 12월 9일, 그는 올드 트래퍼드에서 열린 맨체스터 유나이티드와의 경기에서 전체 경기를 3-0으로 이겼다. 맨체스터 유나이티드와의 경기에서 그의 활약 덕분에, 케르케즈는 BBC 스포츠에 의해 프리미어리그 2023-24 16라운드의 드림팀에 선정되었다.
2023년 12월 21일, 그는 훈련 중에 부상을 입었다. 그러나 그의 감독 안도니 이라올라는 그가 2023년 12월 23일 노팅엄 포리스트와의 경기에 출전하기를 원한다고 말했다. 그러나 그는 부상으로 인해 2023년 12월 26일 노팅엄과의 경기에 결장했다. 2024년 1월 25일, 그는 스완지 시티와의 FA컵 2023-24 경기에서 5-0으로 승리하며 부상에서 돌아왔다.

## 국가대표팀 경력
케르케즈는 네이션스리그(홈 및 원정 모두)에서 잉글랜드, 이탈리아, 독일과의 경기를 위해 헝가리 국가대표팀에 의해 소집되었다. 그는 2022년 9월 23일 독일과의 경기에서 첫 시니어 국가대표팀 경기에 출전했다.
2023년 11월 16일, 그는 불가리아와의 UEFA 유로 2024 예선 전에서 레드 카드를 받았다. 그러나 헝가리가 UEFA 유로 2024 본선에 진출했기 때문에 그의 제명은 경기 결과에 부정적인 영향을 미치지 않았다. 인터뷰에서 소보슬러이 도미니크는 케르케즈가 불가리아와의 경기에서 바보 같은 일을 하지 말라는 말을 세 가지 언어로 들었다고 말했다.